# Son môi

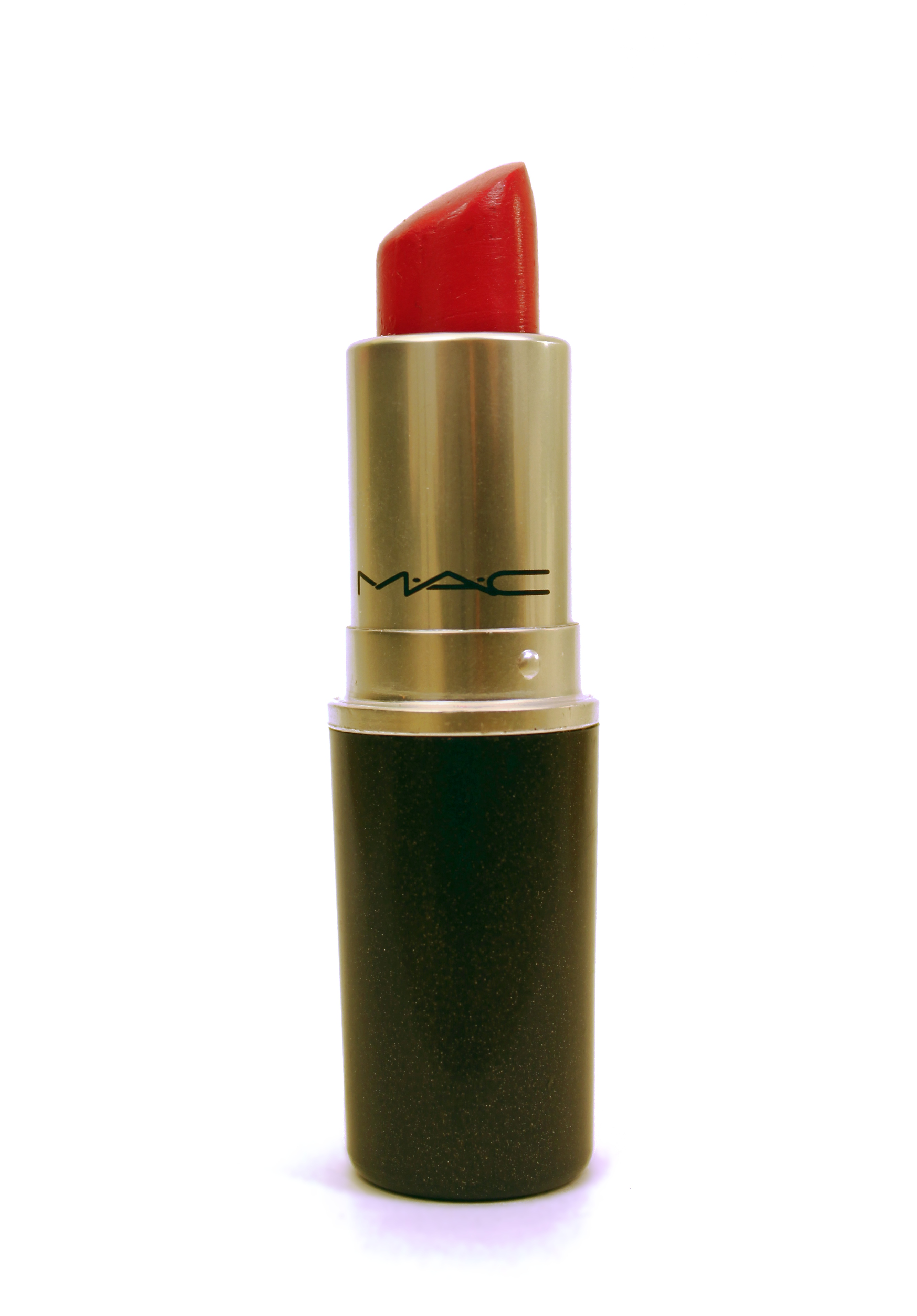
Một ống son môi

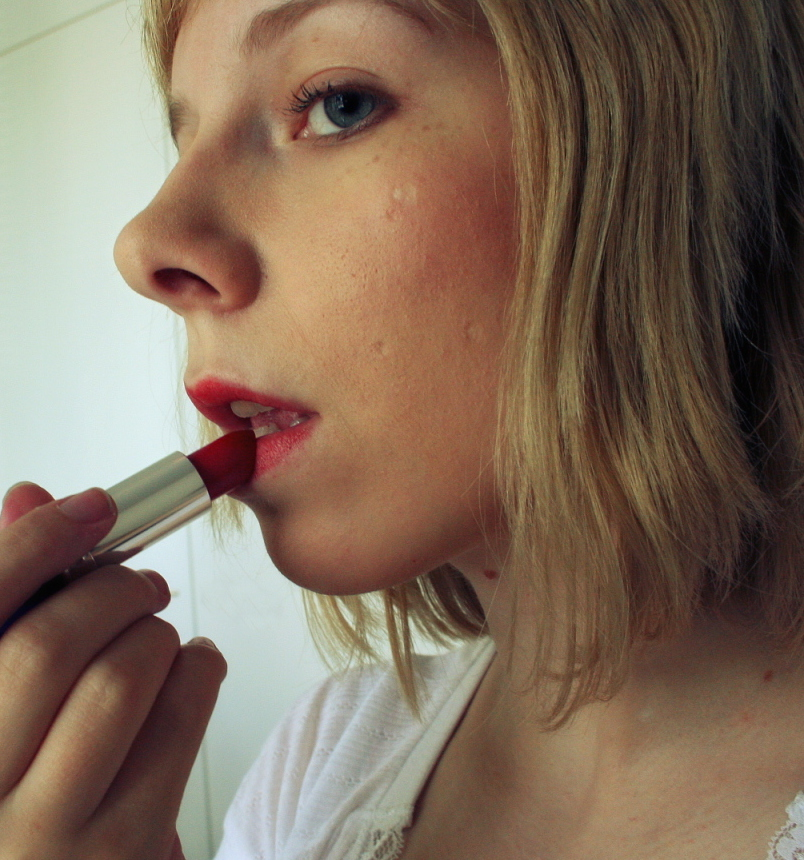
Một phụ nữ đang thoa son môi

Son môi là mỹ phẩm có chứa sắc tố, dầu, sáp, chất làm mềm da; có tác dụng tô thoa tạo màu sắc, tạo bề mặt và bảo vệ đôi môi.
Nhiều màu sắc và kiểu loại son môi tồn tại. Như với hầu hết nhiều loại mỹ phẩm, son môi khá phổ biến, nhưng không phải độc quyền dành cho phái nữ. Sử dụng son môi đã tồn tại từ thời Trung Cổ. Một số son môi cũng là chất dưỡng môi, để gia tăng màu sắc và độ ẩm.

## Lịch sử

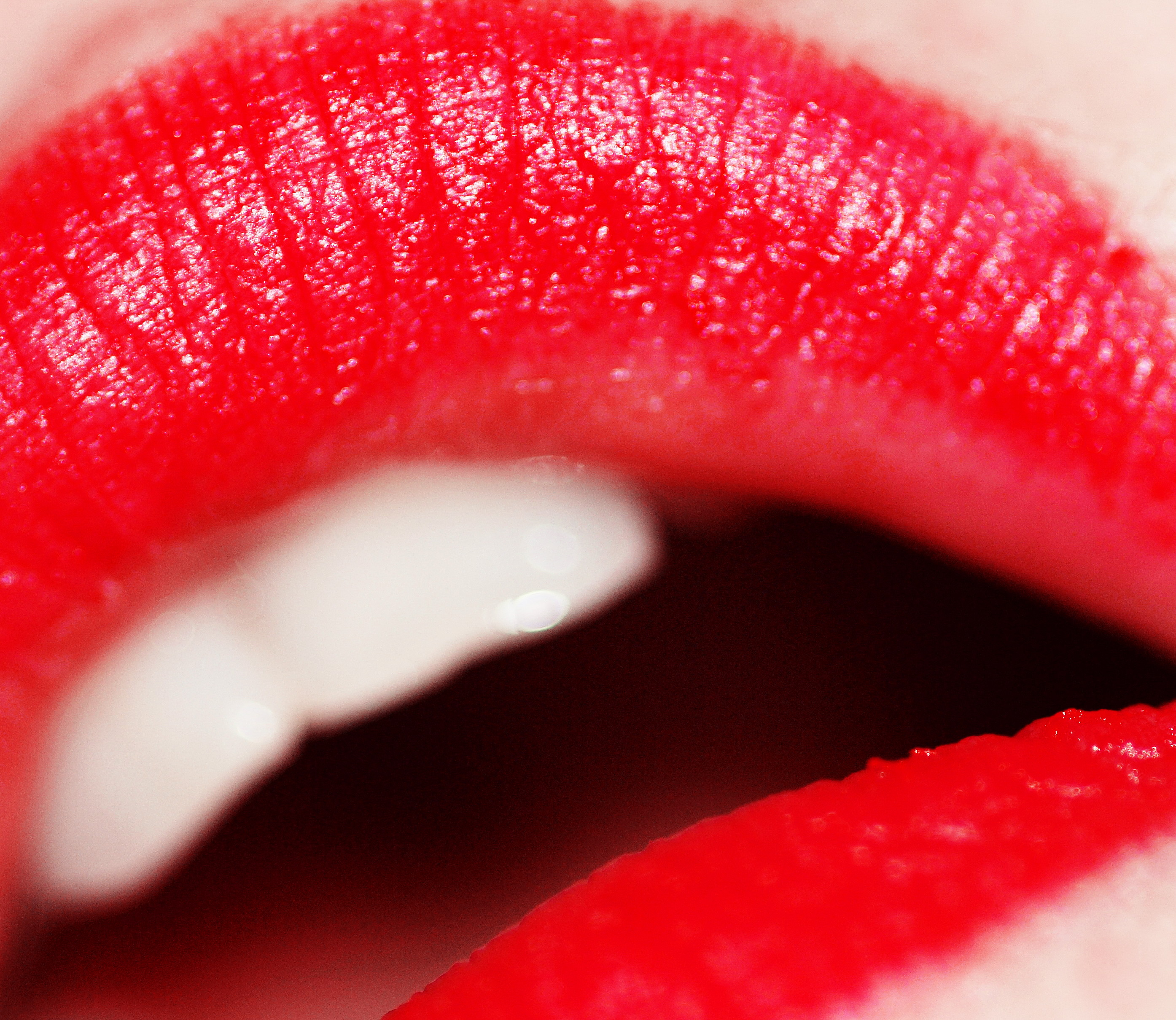
Cận cảnh son môi đỏ

### Sumer
Đàn ông và phụ nữ Sumer cổ đại có thể là những người đầu tiên phát minh và thoa son môi, khoảng 5.000 năm trước. Họ nghiền đá quý và sử dụng chúng để trang trí khuôn mặt, chủ yếu trên môi và xung quanh mắt. Khoảng năm 3500 trước công nguyên, nữ hoàng Schub-ad người Sumer được cho là người đầu tiên sử dụng son môi màu. Bà đã tô điểm cho đôi môi của mình bằng màu sắc tinh tế được tạo nên từ chì trắng và đá đỏ nghiền vụn. Dù lúc ấy son môi khá độc hại nhưng nó không thể cản được những người phụ nữ muốn sử dụng và trải nghiệm loại sản phẩm này.

### Hy Lạp
Ở đế chế Hy Lạp, vào năm thứ 1000 trước Công Nguyên, gái mại dâm dùng son môi để phân biệt họ với những phụ nữ quý tộc. Tuy nhiên cho đến năm 700 trước Công Nguyên, phụ nữ Hy Lạp đã sử dụng son môi mà không quan tâm đến địa vị xã hội. Họ tạo ra màu son bằng những nguyên liệu kì lạ như rong biển, hoa, quả berry nghiền, đất hoàng thổ đỏ, phân cá sấu và các loại nhựa thông khác.

### Ai Cập
Người Ai Cập cổ đại tô son môi để phô bày địa vị xã hội hơn là giới tính. Phụ nữ Ai Cập cổ đã sử dụng đất hoàng thổ đỏ, màu đỏ son và các sắc tố khác để tạo ra một loạt các sắc thái từ màu cam cho đến hồng và đen. Họ chiết xuất chất màu đỏ từ fucus-algin, 0,01% iod và một số mannite brom để tạo ra màu tím đậm. Nhưng chất nhuộm này chứa kim loại nặng dẫn đến bệnh tật nghiêm trọng, gây ra cái chết cho rất nhiều người, vì vậy mà những loại son môi này còn được gọi là "nụ hôn thần chết". Son môi với các hiệu ứng lung linh ban đầu được làm ra bằng cách sử dụng chất phát ngũ sắc có trong vảy cá.
Nữ hoàng Cleopatra của Ai Cập người rất yêu thích trang điểm. Bà thường tô môi màu đậm. Tương truyền rằng son môi được nữ hoàng thoa là một loại màu không độc hại làm bằng sáp ong pha trộn với bọ cánh cứng hoặc kiến nghiền nhỏ tạo nên màu đỏ son. Để có thể có được một lớp son bóng, bà đã sử dụng vảy cá để tạo được vẻ óng ánh.

### Vương quốc Anh

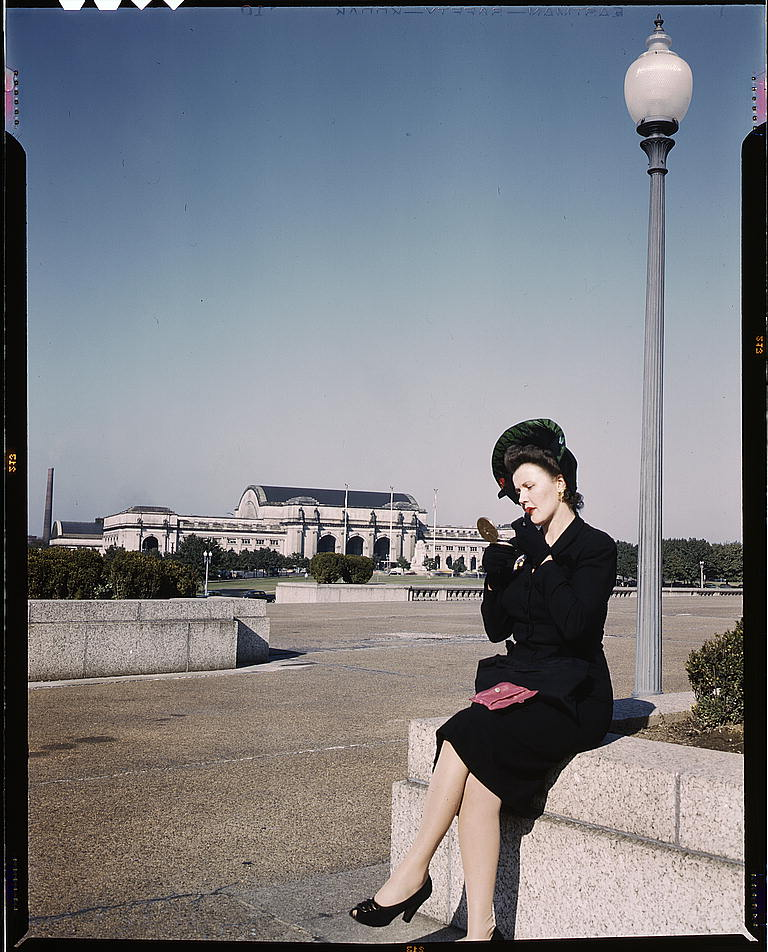
Một phụ nữ tô son môi dạng hộp trang điểm tại Washington D.C., 1943

Chất nhuộm màu môi bắt đầu phổ biến vào thế kỷ XVI tại Anh. Dưới thời kỳ Nữ hoàng Elizabeth I, đôi môi đỏ tươi sáng và một khuôn mặt trắng bệch đã trở thành mốt thời thượng. Công thức son môi của nữ hoàng bao gồm phẩm son, cao su Ả Rập, lòng trắng trứng và sữa quả sung. Quần thần dưới triều nữ hoàng Elizabeth cũng sáng chế ra loại kẻ viền môi đầu tiên bằng cách trộn thạch cao Paris với sắc tố đỏ và sau đó cuộn thành hình dạng cây bút chì rồi phơi khô dưới ánh nắng mặt trời. Vào thời điểm đó, son môi đã được sản xuất bằng cách pha trộn sáp ong và chất nhuộm đỏ từ thực vật. Thời đó chỉ phụ nữ tầng lớp thượng lưu và diễn viên nam mới trang điểm son môi.
Trong suốt cả thế kỷ XIX, việc sử dụng công khai mỹ phẩm đã không được chấp nhận ở Anh đối với phụ nữ đáng kính và chỉ những người có vị thế xã hội thấp như diễn viên và gái mại dâm dùng son môi. Dùng mỹ phẩm trang điểm được xem là trắng trợn và bất lịch sự. Vào những năm 1850, các báo cáo xuất bản đã cảnh báo phụ nữ về sự nguy hiểm khi sử dụng chì và chu sa khi dùng mỹ phẩm trên khuôn mặt. Dưới triều đại Victoria của Anh (1837-1901), chính nữ hoàng đã chống lại việc trang điểm và phụ nữ phải trông chờ vào mỹ phẩm buôn lậu từ Pháp, trong khi số khác lại phải đến những nơi xa xôi để có thể tô son bằng cách dùng giấy kếp ẩm, ruy băng, cắn môi hay thấm môi bằng rượu vang đỏ. Đến cuối thế kỷ XIX, Guerlain, một công ty mỹ phẩm của Pháp, bắt đầu sản xuất son môi. Son môi thương mại đầu tiên được phát minh vào năm 1884, bởi những nhà sản xuất nước hoa tại Paris, Pháp, dành cho khách hàng quý tộc. Thỏi son được bao phủ trong giấy lụa và được làm từ mỡ hươu, dầu thầu dầu và sáp ong. Trước đó, son môi còn được làm tại nhà. Đến cuối năm 1890, trang điểm được tuyên bố hợp pháp và những catalo quảng cáo son môi xuất bản. Son môi trở nên phổ biến và có thể thấy chúng ở khắp mọi nơi. Chấp nhận toàn vẹn việc sử dụng mỹ phẩm công khai ở Anh dường như đã trở thành mốt thời thượng của người Luân Đôn ít nhất vào năm 1921.

### Hoa Kỳ
Thế kỷ XIX, son môi được tô màu với thuốc nhuộm đỏ yên chi. Thuốc nhuộm yên chi được chiết xuất từ rệp son, loài côn trùng có vảy nguồn gốc từ Mexico và Trung Mỹ, sống trên cây xương rồng. Côn trùng rệp son sản xuất axit carminic để ngăn chặn những loài côn trùng khác ăn thịt. Axit carminic, tạo thành 17% đến 24% trọng lượng của loài côn trùng khô, có thể chiết xuất từ cơ thể và trứng côn trùng. Trộn với muối nhôm hay calci để làm nên thuốc nhuộm đỏ yên chi (còn được gọi là rệp son).:36

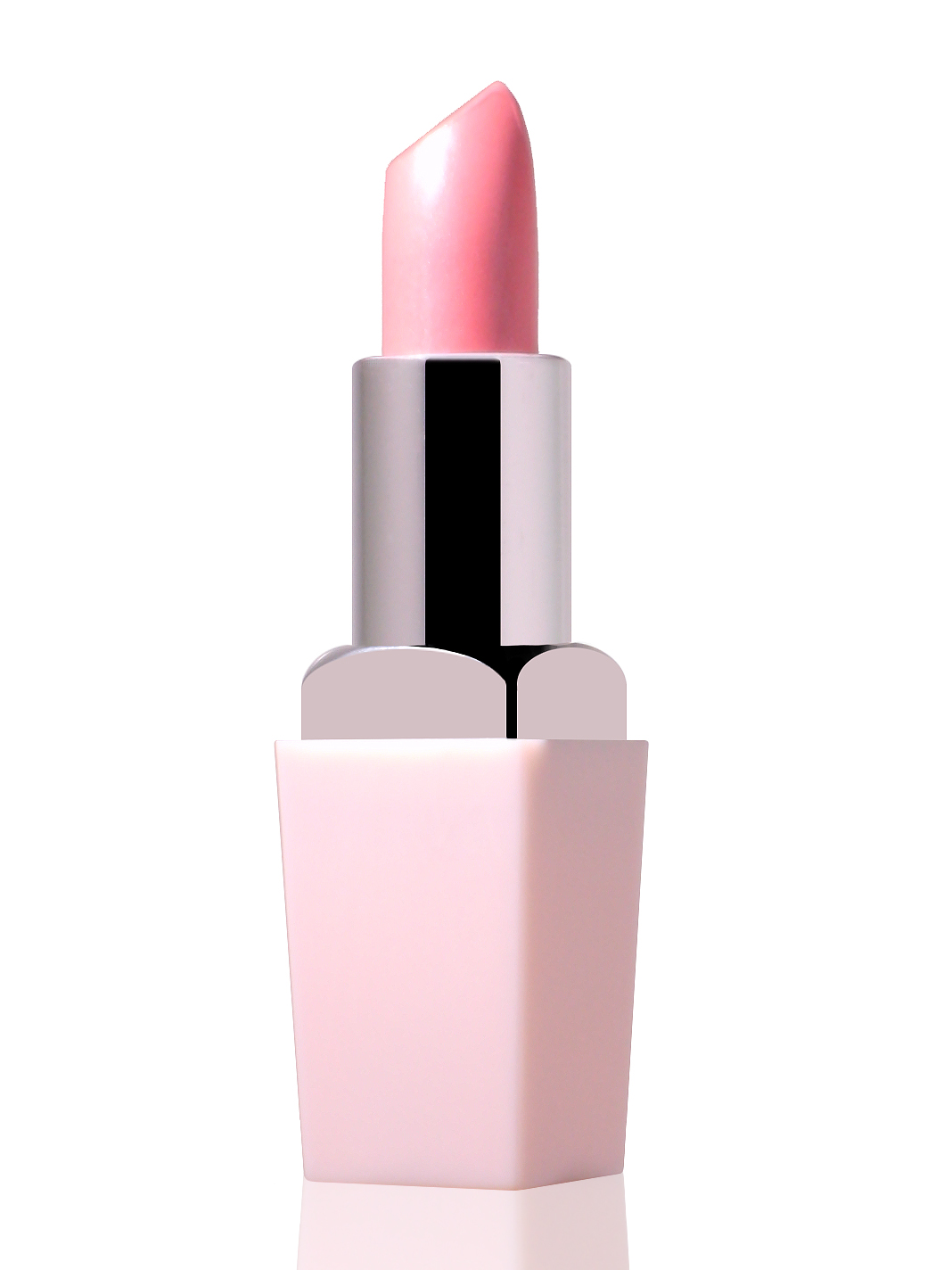
Một ống son môi

Son môi này không hình thành ở dạng ống que; nó được tô thoa với một cái bàn chải. Thuốc nhuộm yên chi đắt đỏ và phong cách son môi màu yên chi được xem là không tự nhiên và cường điệu, vì vậy son môi không được tán thành để trang điểm hàng ngày. Chỉ có diễn viên nam và diễn viên nữ có thể nhận biết ngay khi họ trang điểm son môi. Năm 1880, vài nữ diễn viên sân khấu thoa son môi ở nơi công cộng. Nữ diễn viên sân khấu nổi tiếng, Sarah Bernhardt, bắt đầu thoa son môi và má hồng nơi công cộng. Trước cuối thế kỷ XIX, phụ nữ chỉ áp dụng trang điểm tại nhà. Bernhardt thường thoa phết chất nhuộm yên chi lên môi cô trước công chúng.:36
Trong những năm đầu thập niên 1890, yên chi được pha trộn với một chất nền dầu và sáp. Hỗn hợp đưa ra một cái nhìn tự nhiên và được chấp nhận hơn giữa phụ nữ. Tại thời điểm đó, son môi không được bán ở dạng vít chặt vào ống kim loại; mà được bán trong các ống giấy, giấy nhuộm màu, hoặc trong bình lọ nhỏ. Cửa hàng Sears Roebuck đầu tiên chào bán phấn hồng cho môi và má vào cuối thập niên 1890.
Từ năm 1912, phụ nữ sành điệu Mỹ đã tiến đến xem xét việc chấp nhận son môi, mặc dù một bài viết trên tờ New York Times khuyên rằng cần thoa son một cách thận trọng. Khoảng năm 1915, son môi được bán trong hộp kim loại hình trụ, vốn do Maurice Levy phát minh. Phụ nữ phải trượt một đòn bẩy nhỏ phía bên ống bằng cạnh móng tay để di chuyển thỏi son môi lên đến trên cùng hộp son, mặc dù son môi trong hộp chứa kim loại đẩy hướng lên đã xuất hiện ở châu Âu kể từ năm 1911.
Thập niên 1920, công thức sản xuất son môi phổ biến của Mỹ bao gồm côn trùng nghiền, sáp ong và dầu ô liu rất dễ trở mùi chỉ sau vài tiếng sử dụng. Trong giai đoạn này, đã có khoảng 50 triệu phụ nữ Mỹ sử dụng son môi. Năm 1923, son môi dạng ống xoay hướng lên đầu tiên được cấp bằng sáng chế bởi James Bruce Mason Jr. ở Nashville, Tennessee. Khi phụ nữ bắt đầu tô son môi để chụp ảnh, ngành nhiếp ảnh khiến son môi được chấp nhận rộng rãi ở phái nữ. Elizabeth Arden và Estée Lauder bắt đầu bán son môi trong thẩm mỹ viện của họ.
Thập niên 1930, Helena Rubinstein là công ty mỹ phẩm đầu tiên giới thiệu sản phẩm son môi có tác dụng chống nắng. Tạp chí thời trang Vogue khuyến khích phụ nữ nên sử dụng son môi một cách nghiêm túc, "hãy tô son như là một nghệ sĩ". Trong Thế chiến thứ hai, son môi không còn bị xem là thứ phù phiếm nữa, mà trái lại còn trở thành biểu tượng cho sức mạnh của người phụ nữ.
Thập niên 1940, chiến tranh thế giới thứ hai bùng nổ, ống son môi kim loại được thay thế bằng ống nhựa và giấy. Son môi khan hiếm trong thời gian đó do bởi một số thành phần thiết yếu của son môi, dầu mỏ và dầu thầu dầu không có sẵn.:50 Chiến tranh thế giới thứ hai cho phép phụ nữ làm việc trong kỹ thuật và nghiên cứu khoa học, trong những năm cuối thập niên 1940, Hazel Bishop, một nhà hóa học hữu cơ ở New York và New Jersey, tạo ra son môi lâu bền đầu tiên, gọi là son môi không bay màu. Với sự giúp đỡ của Raymond Specter, một nhà quảng cáo, kinh doanh son môi của Bishop phát triển mạnh. Chiến tranh kết thúc, các công ty lớn như Maybelline, Revlon, CoverGirl thực hiện nhiều chiến dịch quảng cáo son môi rầm rộ, đối tượng là nữ giới tuổi từ 16. Năm 1941, Mỹ đã chi 20 triệu đôla vào các sản phẩm son môi. Trước năm 1946, con số này đã lên đến 30 triệu đôla cho 5 nghìn tấn son. Đến cuối thập niên 1940, 90% phụ nữ Mỹ dùng son môi.
Thập niên 1950, những con số thống kê trong giai đoạn này cho biết, gần 100% nữ sinh Mỹ và 98% phụ nữ Mỹ sử dụng son môi. Các hãng hàng không cũng xem son môi là một phần trong đồng phục nữ tiếp viên. Công ty Estée Lauder đã đưa ra mẫu son dùng thử đầu tiên và những tặng phẩm đi kèm như son môi nhỏ, má hồng, phấn mắt và kem dưỡng da mặt khi mua các sản phẩm son môi.
Một dạng khác của màu môi, sáp lỏng, công thức lỏng nửa lâu dài, được công ty quốc tế Lip-Ink phát minh vào những năm 1990. Các công ty khác đã bắt chước ý tưởng, đưa ra phiên bản riêng của họ về "chất nhuộm môi" hoặc "màu môi lỏng" lâu dài.

### Vài nơi khác
Cũng khoảng năm 3000 TCN đến 1500 TCN, phụ nữ thuộc văn minh lưu vực sông Ấn cổ đại thoa son môi đỏ nhuộm màu để trang trí đôi môi của họ trên gương mặt.. Vào thời kỳ vàng đạo Hồi, nhà thẩm mỹ Andalucia nổi tiếng, Abu al-Qasim al-Zahrawi (Abulcasis) phát minh ra son môi rắn, đó là thỏi thơm cuộn lại và ép vào mốc đặc biệt, ông mô tả chúng trong tác phẩm Al-Tasrif. Những cô gái người Úc sẽ vẽ miệng màu đỏ với màu vàng nâu trong nghi lễ dậy thì.

## Xu hướng son môi

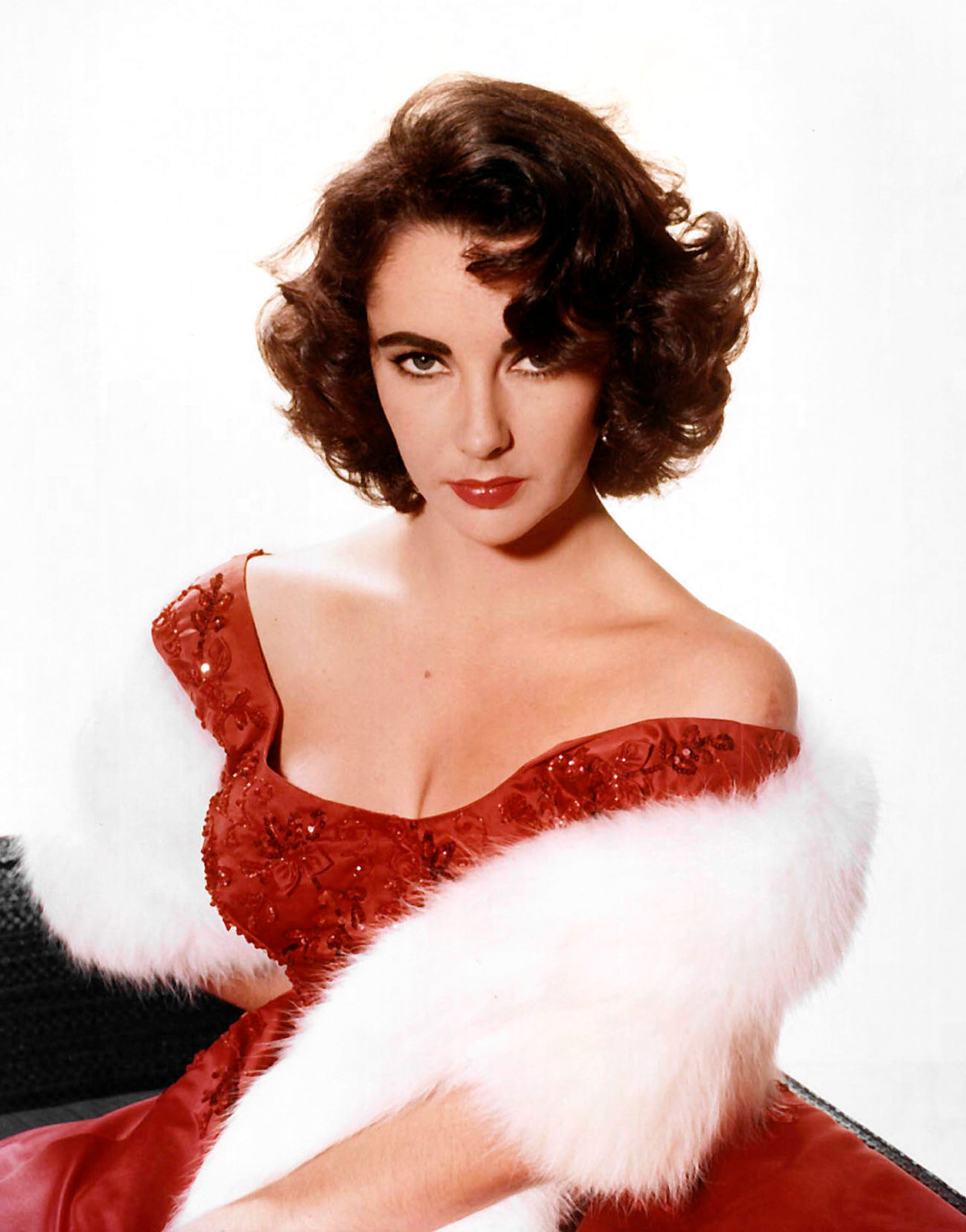
Elizabeth Taylor đã giúp đại chúng hóa son môi đỏ.

Trong suốt những năm đầu thế kỷ XX, son môi tiến đến một số lượng hạn chế các gam màu.
Màu đỏ sẫm là một trong những gam màu phổ biến nhất suốt thế kỷ XIX và XX. Son môi đỏ sẫm đã phổ biến trong những năm 1920. Thiếu nữ thoa son môi để tượng trưng cho sự độc lập của họ. Son môi được tô điểm quanh môi để tạo thành một "cung Cupid", lấy cảm hứng từ nữ diễn viên Clara Bow. Vào thời điểm đó, người ta chấp nhận tô điểm son môi nơi công cộng và trong bữa ăn trưa, nhưng không bao giờ vào bữa ăn tối.
Trong những năm đầu thập niên 1930, Elizabeth Arden bắt đầu giới thiệu nhiều màu son môi khác nhau. Cô lấy cảm hứng từ các công ty khác để tạo ra một loạt gam màu son môi. Trong những năm 1930, son môi được xem là biểu tượng hoạt động tình dục người lớn. Các cô gái trẻ tin rằng son môi là một biểu tượng phái nữ. Người lớn nhìn thấy như một hành động nổi loạn. Nhiều người Mỹ, đặc biệt là người nhập cư, không chấp nhận các cô gái trẻ thoa son môi. Một nghiên cứu vào năm 1937, khảo sát cho biết rằng hơn 50% các cô gái tuổi teen đã đấu tranh với cha mẹ của họ để được thoa son môi.
Vào giữa thập niên 1940, nhiều cuốn sách tuổi teen và tạp chí nhấn mạnh rằng đàn ông ưu thích một diện mạo tự nhiên hơn một diện mạo trang điểm. Sách và tạp chí cũng cảnh báo các cô gái dùng mỹ phẩm có thể phá hỏng cơ hội được yêu mến và sự nghiệp của họ. Hàm ý những bài viết này là son môi và má hồng khiến cho những cô gái tuổi teen hành động rất khiêu khích với đàn ông. Mặc dù sử dụng mỹ phẩm gia tăng, nó vẫn liên quan đến nạn mại dâm. Các cô gái tuổi teen đã chán nản dùng mỹ phẩm vì sợ rằng họ sẽ bị nhầm lẫn với những cô gái "phóng đãng" hoặc gái mại dâm.
Vào những năm 1950, nữ diễn viên màn ảnh Marilyn Monroe và Elizabeth Taylor đã giúp mang lại đôi môi đỏ sẫm. Một cuộc khảo sát năm 1951 cho thấy hai phần ba thiếu nữ thoa son môi.
Năm 1950, nhà hóa học Hazel Bishop thành lập công ty, Hazel Bishop Inc., để thúc đẩy phát minh son môi 'kissproof' không nhòe, lâu bền của bà ("lưu trú trong bạn... không phải trong anh ta"), sau đó nhanh chóng được chấp nhận. Vào cuối những năm 1950, một công ty mỹ phẩm mang tên Gala giới thiệu son môi lung linh nhạt màu. Sau đó, Max Factor tạo ra một màu son môi phổ biến được gọi là Strawberry Meringue. Nhà sản xuất son môi bắt đầu tạo ra son môi màu oải hương, hồng nhạt, trắng và lòng đào. Kể từ khi các bậc phụ huynh thường cau mày về cô con gái tuổi teen thoa son môi đỏ, một vài thiếu nữ bắt đầu thoa son môi màu hồng và màu quả đào, trở thành một xu hướng. Son môi màu trắng hoặc gần như trắng đã phổ biến trong những năm 1960. Những nhóm nhạc rock như Ronettes và Shirelles đã đại chúng hóa son môi trắng. Thiếu nữ thoa son môi trắng trên lớp son môi hồng hoặc đặt dưới mắt che khuyết điểm trên đôi môi của họ. Trong thời gian đó, có nhiều loại son môi hoặc mờ, trong suốt, hoặc hơi sáng bóng. Trong những năm 1960, son môi được gắn liền với vẻ nữ tính. Những phụ nữ không thoa son môi bị nghi rối loạn tâm thần hoặc đồng tính nữ.

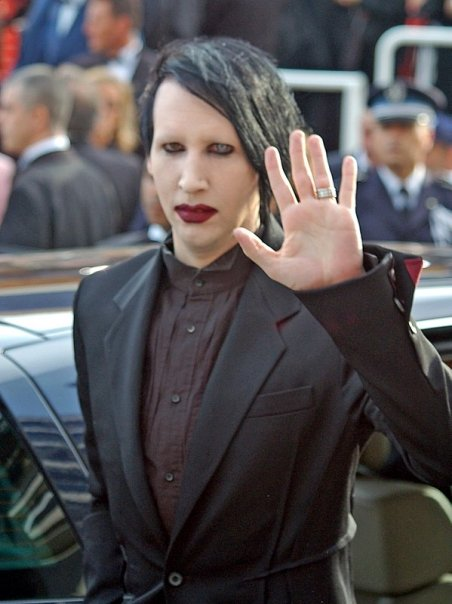
Ca sĩ nhạc rock Marilyn Manson giúp đại chúng hóa son môi sẫm trong nhóm văn hóa thay thế.

Trong những năm 1970, một số lượng công ty mỹ phẩm giới thiệu son môi có màu sắc khác thường hơn như xanh lam sáng óng ánh (Kanebo), xanh lá chanh lục mờ ảo (Conga Lime của Revlon) và xanh nước biển ánh bạc (Metallic Grandma của Biba). Mỹ phẩm M•A•C tiếp tục phát hành phiên bản giới hạn và son môi sưu tầm cao có phạm vi rộng về màu sắc và điểm kết thúc, trong đó có màu sắc bất thường như màu nền tím, xanh lam và xanh lục. Vào giai đoạn này, son môi trở thành biểu tượng nổi loạn, cả nam và nữ giới đều hưởng ứng dòng nhạc punk rock và các trào lưu văn hóa thể hiện quan điểm tình dục, bạo lực và những thứ lập dị. Tím và đen là những màu son phổ biến nhất. Vào những năm cuối thập niên, phong cách disco cũng xuất hiện dựa trên cái nhìn đầy tính khiêu khích, gợi tình của thỏi son môi. Son môi đen trở nên phổ biến vào cuối thập niên 1970 và trong thập niên 1990. Trong những năm 1950, son môi màu đen được các nữ diễn viên thoa lên khi đóng phim kinh dị. Một phần nhờ văn hóa nhóm punk và goth, son môi đen sẫm trở nên phổ biến lần nữa.
Vào giữa thập niên 1980, cái gọi là son môi tâm trạng cũng được các công ty mỹ phẩm chủ đạo bán cho người trưởng thành. Đây là loại son thay đổi màu sắc sau khi thoa tô, dựa trên thay đổi độ pH của da, được cho phản ánh tâm trạng của người thoa son. Trước đây, những loại này có sẵn như trò chơi trang điểm của trẻ em gái. Chúng đã hồi sinh vào đầu thế kỷ XXI, không quá tốn kém cũng như các dòng mỹ phẩm độc quyền hơn và hóa chất thay đổi màu sắc còn xuất hiện trong son bóng môi, như Smashbox O-Gloss và phấn má hồng, chẳng hạn như Stila Custom Color Blush.
Vào những năm 1990, màu sắc son môi đã trở nên bán mờ. Gam màu nâu rất phổ biến. Những gam màu được lấy cảm hứng từ vài chương trình như "Friends". Vào cuối những năm 1990 và vào thế kỷ XXI, màu ngọc trai trở nên rất phổ biến. Son môi không còn mờ hoặc bán mờ, chúng sáng bóng và chứa nhiều màu ngọc trai giao thoa.
Năm 2012, màu son sáng rõ nét trở thành xu thế lần nữa với màu sắc bão hòa như màu hồng nóng, neon và cam.
Năm 2014 và đầu năm 2015 son môi màu nude đang trở thành mốt vô cùng phổ biến. Những thỏi son môi theo xu hướng chung "ít hơn là nhiều hơn". Ví dụ về người nổi tiếng thúc đẩy xu hướng này là Kim Kardashian và Kylie Jenner.

## Ý nghĩa lạ
Một người đồng tính nữ thoa son môi là một người phụ nữ thường bị thu hút bởi phụ nữ khác, những phụ nữ mạnh mẽ và nam tính, nhưng cô ta vẫn nữ tính và có một bản sắc "nữ tính". Thuật ngữ người đồng tính nữ thoa son môi trở nên nổi tiếng nhờ nhà văn Deborah Bergman, một phóng viên cho tờ The Los Angeles Times. Trong lúc viết bài LA Times, bà đã tạo ra Lesbian News. "Lesbian News là một phần trách nhiệm cho 'người đồng tính nữ thoa son môi’, người sinh ra tại L.A. và gần đây hơn đã trở nên nổi tiếng trên toàn thế giới thông qua phim truyền hình, The L Word" (Faderman 275).

## Thành phần
Son môi chứa sáp, dầu, chất chống oxy hóa và chất làm mềm da. Sáp cung cấp cấu trúc cho son môi rắn. Son môi có thể được làm từ nhiều loại sáp như sáp ong, ozokerite và sáp candelilla. Do bởi điểm nóng chảy cao, sáp cọ Carnauba là một thành phần quan trọng kiên cố son môi. Các loại dầu và chất béo khác nhau cũng được sử dụng trong son môi, chẳng hạn như dầu ô liu, dầu khoáng, bơ ca cao, lanolin và petrolatum.
Son môi tạo màu sắc từ nhiều chất nhuộm và thuốc nhuộm đỏ tía bao gồm, nhưng không giới hạn axit brom, D&C Red No. 21, calci đỏ tía như D&C Red 7 và D&C Red 34 và D&C Orange No. 17. Son môi hồng được sản xuất bằng cách trộn màu titan dioxide và gam màu đỏ. Cả hai chất nhuộm màu hữu cơ và vô cơ được sử dụng.
Son môi mờ chứa các chất làm đầy hơn như silica nhưng không có nhiều chất làm mềm da. Son môi creme chứa nhiều sáp hơn dầu. Son môi mỏng và bền lâu chứa nhiều dầu hơn, trong khi son môi bền lâu cũng chứa dầu silicone, đóng kín màu sắc lên môi người thoa. Son bóng môi có chứa nhiều dầu hơn dành cho hoàn thiện độ sáng bóng cho môi.
Son môi lung lung và có màu sương giá có thể chứa mica, silica và thành phần ngọc trai tổng hợp, chẳng hạn như bismuth oxyclorua, cung cấp cho thỏi son độ lấp lánh hoặc sáng lung linh.
Son môi được sản xuất bằng cách mài và làm nóng thành phần. Sau đó, sáp nóng được thêm vào hỗn hợp tạo bề mặt. Dầu và mỡ cừu được bổ sung cho các yêu cầu công thức cụ thể. Sau đó, chất lỏng nóng được đổ vào một khuôn kim loại. Hỗn hợp sau đó được ướp lạnh. Khi đã đông cứng lại, son được đun nóng bằng lửa cho nửa phần thứ hai để tạo ra sự hoàn thiện sáng bóng và loại bỏ tạp chất.

## Dấu vết chì
Một nghiên cứu của nhóm người tiêu dùng Mỹ trong chiến dịch mỹ phẩm an toàn, trong tháng 10 năm 2007, phát hiện 60 % son môi kiểm tra được chứa chút ít lượng chì, đặc biệt là son môi đỏ. Hàm lượng chì dao động 0,03-0,65 ppm. Một phần ba son môi chứa lượng chì vượt quá giới hạn 0,1 ppm do Cục Quản lý Thực phẩm và Dược phẩm Hoa Kỳ chỉ định hàm lượng chì có trong kẹo.

## Sử dụng trong tiếng địa phương
- Cụm từ "son môi trên cổ áo của mình" là một uyển ngữ để mô tả một người đàn ông gian dối bạn tình.
- Một "lesbian thoa son môi" là một người phụ nữ đồng tính hay lưỡng tính thể hiện tính cách nữ tính. Thuật ngữ lặp âm được cho đã đi vào sử dụng phổ biến trong những năm 1980 để phân biệt giữa người đồng tính nữ người tuân thủ nhiều vai trò giới tính truyền thống và những người không theo truyền thống. Trong một số hoàn cảnh, nó có ý nghĩa miệt thị.
- Lippy là một câu nói thân mật của người Anh về son môi, đặc biệt là ở bắc nước Anh.
- Cụm từ "son môi trên một con lợn" là một uyển ngữ cho cố gắng không thành công khi làm cho một cái gì đó hấp dẫn (hoặc một số ý tưởng) vốn đã không hấp dẫn.
- Bài hát "You're the Top" từ vở nhạc kịch Broadway Anything Goes năm 1934, Cole Porter đề cập son môi dùi trống. Một công ty New York với tên Pháp-âm, Parfums Charbert (thành lập năm 1933 do William Gaxton và Herbert Harris; đóng cửa vào khoảng 1963/1964), sản xuất một dòng nước hoa/mỹ phẩm dùi trống (khắc họa chai nước hoa nhỏ hình cái trống trên thương hiệu của mình) mà bao gồm son môi dùi trống.[37] Quảng cáo cho các sản phẩm này xuất hiện trong New York Times năm 1934.[38]

## Trong khoa học pháp lý
Dấu vết của son môi, mỹ phẩm, sơn móng, hoặc vết bẩn khác có thể tìm được trên tách uống, ly, tàn thuốc, khăn giấy...; tất cả có thể là bằng chứng pháp lý quan trọng khi điều tra tội phạm, đặc biệt trong những vụ án tấn công tình dục hoặc mưu sát. Bằng chứng vật lý này có thể tìm được trên quần áo, các bộ phận cơ thể, khăn giấy hoặc một điếu thuốc. Bằng cách so sánh thành phần vết bẩn son môi với nạn nhân, khoa học pháp y có thể chứng minh bằng chứng gián tiếp liên lạc hoặc mối quan hệ giữa nạn nhân và kẻ tình nghi. Ngoài ra, đôi khi có thể trích xuất DNA nước bọt từ dấu vết, điều này có thể liên kết mối nghi ngờ đến hiện trường vụ án.
Nhiều phương pháp phân tích pháp y son môi được sử dụng. Lượng nhỏ son môi (khoảng 10 mg) có thể dẫn đến sự so sánh tốt trong TLC.

## Trong văn học
Trong tiểu thuyết Ngàn cánh hạc (Sembazuru, 1949) - một kiệt tác văn chương mượn trà đạo, biểu tượng thanh khiết của tâm hồn và tính cách Nhật Bản, để kể những câu chuyện tình đa đoan, với tất cả các cung bậc thanh cao xen phàm tục - văn hào Kawabata Yasunari đã 11 lần nhắc tới chiếc chén uống trà Shino 300 năm tuổi, về sau trở thành sở hữu của bà Ota, và vệt son môi của bà "ngày càng đỏ đậm ở một bên vành chén" mà bà đã không thể tẩy rửa được.